# Comando Especial VRAEM

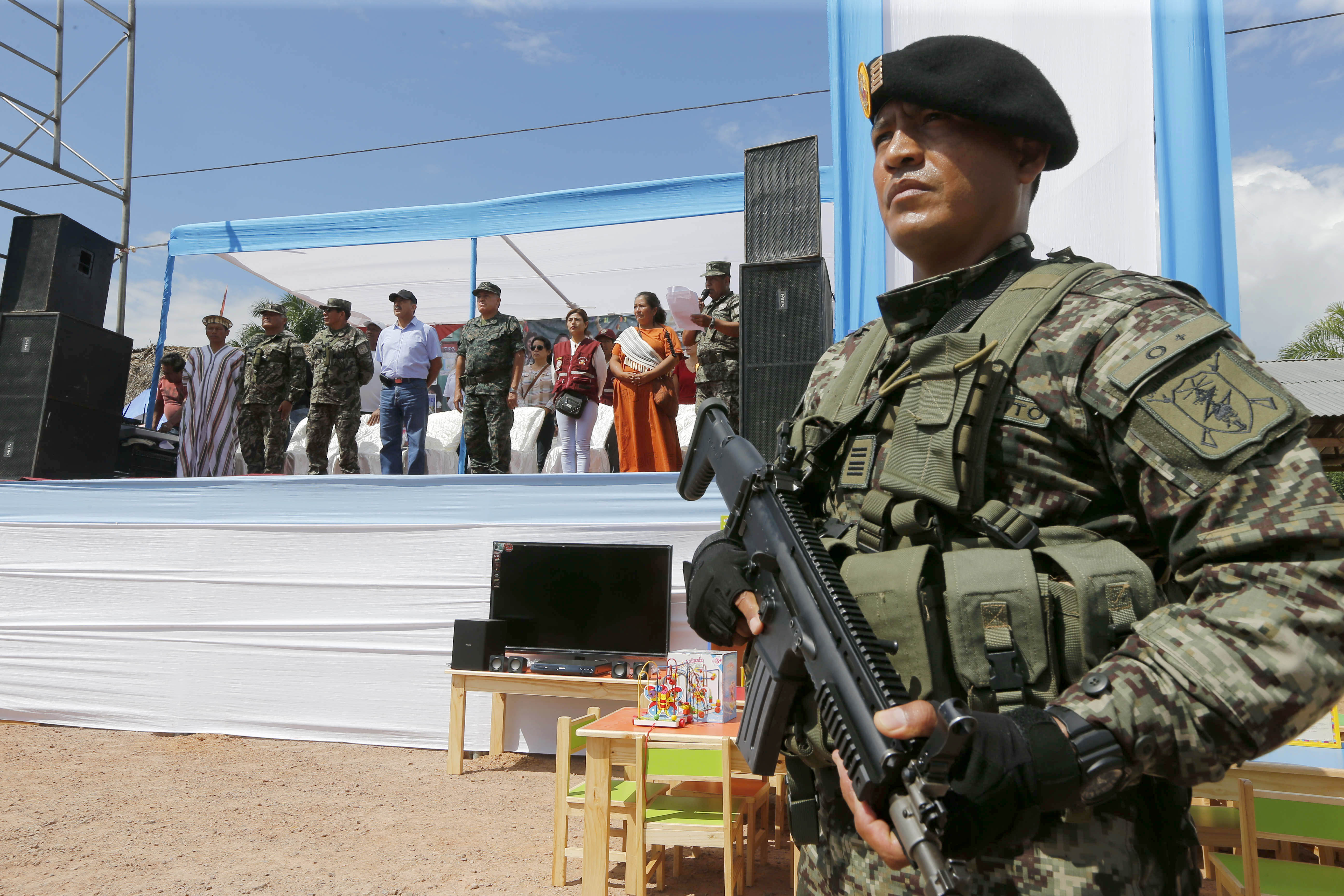
Ein Soldat des CE-VRAEM

Das Comando Especial VRAEM, Comando Especial del Valle de los ríos Apurimac, Ene y Mantaro oder CE-VRAEM ist eine Spezialeinheit Perus und Teil des Comando Conjunto de las Fuerzas Armadas del Perú. Bis 2014 hieß die Einheit Comando Especial VRAE beziehungsweise CE-VRAE. Es hat sein Hauptquartier in Pichari. Die einzelnen Einheiten des Kommandos kommen aus allen Teilstreitkräften. Einige Bataillone sind die Batallón Contraterrorista Nº 312 und Batallón Contraterrorista Nº 324. Die USA unterstützt diese Einheit finanziell. Das Kommando unterhält Stützpunkte in Villa María Micaela Bastidas und Boca Anapati Wie schon der Name andeutet ist das Operationsgebiet die VRAEM-Region, die in Peru bekannt für den Kokainanbau ist. Die Einheit wurde am 13. März 2008 gegründet.